# 佩尔-埃里克·赫德隆
佩尔-埃里克·赫德隆（瑞典語：Per-Erik Hedlund，1897年4月18日—1975年2月12日），瑞典男子越野滑雪运动员。他曾代表瑞典参加1924年和1928年冬季奥林匹克运动会越野滑雪比赛，其中1928年奥运会获得一枚金牌。